# Dariusz Biczysko
Dariusz Biczysko (Polonia, 25 de junio de 1962) es un atleta polaco retirado especializado en la prueba de salto de altura, en la que consiguió ser medallista de bronce europeo en pista cubierta en 1985.

## Carrera deportiva
En el Campeonato Europeo de Atletismo en Pista Cubierta de 1985 ganó la medalla de bronce en el salto de altura, con un salto por encima de 2.30 metros, tras el sueco Patrik Sjöberg  (oro con 2.35 metros) y el soviético Aleksandr Kotovich.